# 1900 في كندا
فيما يلي قوائم الأحداث التي وقعت خلال عام 1900 في كندا.

## سياسة

### تعيين في المنصب
- 26 يوليو – ألفرد جونز نائب حاكم نوفا سكوشا [الإنجليزية]‏.

## مواليد

### مارس
- 18 مارس – جاك ديلاني ملاكم كندي.

### يوليو
- 23 يوليو – جون بابكوك كهربائي كندي.

### ديسمبر
- 12 ديسمبر – لاري قينز

## وفيات

### أغسطس
- 4 أغسطس – جاكوب دولسون كوكس (مواليد 1828) سياسي أمريكي.